# Nikolaus Michael Oppel
Nikolaus Michael Oppel, auch Nicolaus, (* 7. Dezember 1782 in Schönficht, Plößberg, Oberpfalz; † 16. Februar 1820 in München) war ein deutscher Zoologe (Herpetologe) und Illustrator.

## Leben und Werk
Oppel wurde in Schönficht, das damals zu Bayern gehörte, geboren als Sohn des Obmanns der örtlichen Bauernschaft. Er wurde vom Pfarrer privat in Latein unterrichtet und besuchte zuerst das Gymnasium und dann das Lyzeum in Amberg, wo er Zeichenunterricht erhielt und sich durch Lektüre der Naturgeschichte von Georges-Louis Leclerc de Buffon für Zoologie interessierte. Er erwarb durch sein Talent und seine Zeichnungen die Aufmerksamkeit hochgestellter Gönner. 1807 bis 1809 war er zum Studium in Paris am Muséum national d’histoire naturelle dank eines Stipendiums des damals mit Frankreich verbundenen bayerischen Königs Maximilian I. Joseph und gefördert durch Karl von Moll und Maximilian von Montgelas. Am Pariser Museum für Naturgeschichte war er Assistent des Herpetologen André Marie Constant Duméril und hatte Kontakte zu den Naturforschern in Paris Georges Cuvier, Jean-Baptiste de Lamarck, Alexander von Humboldt, Bernard Germain Lacépède und Pierre André Latreille. Teilweise arbeitete er für diese als Illustrator, und von ihm sind hervorragende Aquarelle von Reptilien aus dieser Zeit in der Bayerischen Staatsbibliothek in München erhalten. Anscheinend unternahm er 1809 auch eine Reise durch Frankreich, Italien und Spanien. Nach seiner Rückkehr wurde er Adjunkt und danach 2. Konservator an der Bayerischen Akademie der Wissenschaften. Nachdem Johann Baptist von Spix als Konservator berufen worden war, war er nur noch Zeichner. Außerdem war er ab 1817 als Nachfolger von Joseph Ritter von Petzl Professor für Naturgeschichte am Lyzeum in München. 1819 heiratete er die Französin Eugenie Roussel aus Argenteuil, mit der er eine Tochter hatte. Er starb schon 1820 durch das Einatmen giftiger Gase beim Anfertigen von Radierungen.
Er befasste sich besonders mit Taxonomie und vergleichender Anatomie von Reptilien und Amphibien. Von ihm stammt die Erkenntnis, dass Schleichen der Gattung Anguis und Ophisaurus (Glasschleichen) keine Schlangen, sondern Eidechsen sind und Blindwühlen zu den Amphibien gehören und somit ebenfalls keine Schlangen sind. Im Gegensatz zu seinem bayerischen Kollegen und Konkurrenten Spix war er kein Anhänger der zeitgenössischen Naturphilosophie, sondern nüchterner Beschreiber der Natur, in der er (wie eines seiner Gedichte nahelegt) eine gottgewollte Ordnung wirken sah.
Seine in Paris geschaffene Sammlung von mehreren hundert Aquarellen von Reptilien und Amphibien sollte in eine Naturgeschichte der Amphibien und Reptilien einfließen, von der nur das Heft über Krokodile 1817 erschien (mit Friedrich Tiedemann, Joseph Liboschitz (1783–1824)).
Er arbeitete nicht nur als Zeichner und Maler, sondern auch als Kupferstecher und wahrscheinlich als Lithograph.
Alexander von Humboldt unterstützte er in Paris bei der Herausgabe seiner Reiseberichte und Humboldt benannte einen von Oppel entdeckten Schmetterling nach ihm (Oppelia).
In seinem Buch über Reptilien von 1811 führte er die Ordnung Schuppenkriechtiere (Squamata), die Familien Meeresschildkröten (Cheloniidae) und Nattern (Colubridae) und die Unterfamilie Grubenottern (Crotalinae) ein und mehrere Gattungen von Reptilien.

## Schriften
- Die Ordnungen, Familien und Gattungen der Reptilien als Prodrom einer Naturgeschichte derselben. München, Commission bei Joseph Lindauer, 1811
  - Das Werk erschien neben Deutsch/Lateinisch auch in Französisch 1811 in vier Teilen in den Annales du Muséum National d’Histoire Naturelle und als Separatdruck: Sur la classification des reptiles. Paris 1811
- mit Joseph Liboschitz, Friedrich Tiedemann: Naturgeschichte der Amphibien. Heft 1: Gattung Krokodil. Heidelberg: Engelmann 1817